# Репрезентација Аустралије у хокеју на леду
Хокејашка репрезентација Аустралије (енгл. Australian men's national ice hockey team) је национални тим Аустралије у хокеју на леду и под контролом је Хокејашког савеза Аустралије. Репрезентација Аустралије је позната под надимком Mighty Roos. Према ранг листи ИИХФ за 2015. Аустралија је заузимала 36 место у свету.
Већину аутралијских репрезентативаца чине натурализовани играчи из Канаде и других „хокејашких нација.“ Репрезентација је само једанпут у својој историји учествовала на Зимским олимпијским играма и то 1960. у Скво Велију, Калифорнија. Аустралијанци су на тим играма које су за њих представљале и деби на међународној сцени изгубили оба меча, 18:1 од Чехословачке и 12:1 од САД.
Од 2001. Аустралија се на међународној сцени такмичи у оквиру Дивизије II. Највеће успехе остварили су 2008. и 2011. када су освојили прва места у Дивизији II и обезбедили пласман у виши ранг такмичења.

## Резултати на Олимпијским играма
- 1920-1966 - Нису учествовали
- 1960 - 9. место
- 1964–данас - Нису учествовали

## Резултати на светским првенствима
| - 1930-1961 - Нису учествовали - 1962 - 13. место (5. у Групи Б) - 1963-1973 - Нису учествовали - 1974 - 21. место (7. у Групи Ц) - 1975-1978 - Нису учествовали - 1979 - 26. место (8. у Групи Ц) - 1981-1985 - Нису учествовали - 1986 - 26. место (10. у Група Ц) - 1987 - 25. место (1. у Група Д) - 1989 - 24. место (8. у Група Ц) - 1990 - 27. место (2. у Група Д) - 1991 - Нису учествовали - 1992 - 15. место (3. у Групи Ц) - 1993 - 23. место (7. у Групи Ц) - 1994 - 33. место (13. у Групи Ц) - 1995 - 36. место (16. у Групи Ц) - 1996 - 36. место (8. у Група Д) - 1997 - 34. место (6. у Група Д) - 1998 - 34. место (2. у Групи Д) | - 1999 - 34. место (3. у Групи Д) - 2000 - 36. место (3. у Групи Д) - 2001 - 33. место (3. у Дивизија II, Група A) - 2002 - 36. место (4. у Дивизија II, Група A) - 2003 - 36. место (4. у Дивизија II, Група A) - 2004 - 33. место (3. у Дивизија II, Група A) - 2005 - 31. место (2. у Дивизија II, Група A) - 2006 - 32. место (3. у Дивизија II, Група Б) - 2007 - 32. место (2. у Дивизија II, Група Б) - 2008 - 30. место (1. у Дивизија II, Група Б) - 2009 - 27. место (6. у Дивизија I, Група A) - 2010 - 32. место (2. у Дивизија II, Група A) - 2011 - 30. место (1. у Дивизија II, Група A) - 2012 - 28. место (6. у Дивизија I, Група Б) - 2013 - 32. место (4. у Дивизија II, Група А) - 2014 - 32. место (4. у Дивизија II, Група А) - 2015 - 36. место (6. у Дивизија II, Група А) |

## Дуели са другим репрезентацијама
Закључно са 1. мајом 2011. године.
| Противник            | Ут. | П  | Нер | И | Г+  | Г- |
| -------------------- | --- | -- | --- | - | --- | -- |
| Нови Зеланд          | 12  | 11 | 0   | 1 | 152 | 15 |
| Јужна Африка         | 7   | 7  | 0   | 0 | 63  | 23 |
| Израел               | 10  | 6  | 0   | 4 | 44  | 37 |
| Турска               | 5   | 5  | 0   | 0 | 76  | 3  |
| Мексико              | 6   | 6  | 0   | 0 | 55  | 8  |
| Исланд               | 3   | 3  | 0   | 0 | 14  | 5  |
| Шпанија              | 13  | 2  | 3   | 8 | 35  | 60 |
| Јужна Кореја         | 13  | 2  | 3   | 8 | 51  | 76 |
| Северна Кореја       | 7   | 3  | 1   | 3 | 20  | 29 |
| Кина                 | 7   | 2  | 1   | 4 | 17  | 46 |
| Хонгконг             | 2   | 2  | 0   | 0 | 79  | 0  |
| Луксембург           | 2   | 2  | 0   | 0 | 29  | 0  |
| Бугарска             | 10  | 2  | 2   | 6 | 43  | 60 |
| Кинески Тајпеј       | 1   | 1  | 0   | 0 | 31  | 3  |
| Грчка                | 1   | 1  | 0   | 0 | 10  | 2  |
| Данска               | 2   | 1  | 0   | 1 | 7   | 10 |
| Мађарска             | 5   | 1  | 0   | 4 | 18  | 39 |
| Белгија              | 9   | 2  | 0   | 6 | 31  | 48 |
| Србија и Црна Гора   | 1   | 0  | 0   | 1 | 3   | 8  |
| Сједињене Државе     | 1   | 0  | 0   | 1 | 1   | 12 |
| Естонија             | 1   | 0  | 0   | 1 | 4   | 20 |
| Чехословачка         | 1   | 0  | 0   | 1 | 1   | 18 |
| Швајцарска           | 1   | 0  | 0   | 1 | 0   | 20 |
| Литванија            | 2   | 0  | 0   | 2 | 5   | 17 |
| Француска            | 2   | 0  | 0   | 2 | 3   | 19 |
| Словенија            | 2   | 0  | 0   | 2 | 2   | 21 |
| Италија              | 2   | 0  | 0   | 2 | 4   | 25 |
| Холандија            | 2   | 0  | 0   | 2 | 2   | 23 |
| Финска               | 2   | 0  | 0   | 2 | 3   | 33 |
| Казахстан            | 2   | 0  | 0   | 2 | 3   | 36 |
| Југославија          | 3   | 0  | 0   | 3 | 3   | 25 |
| Уједињено Краљевство | 4   | 0  | 0   | 4 | 8   | 42 |
| Хрватска             | 5   | 0  | 0   | 5 | 9   | 26 |
| Јапан                | 7   | 0  | 0   | 7 | 17  | 93 |
| Србија               | 1   | 1  | 0   | 0 | 4   | 2  |